# Såtevalla herrgård
Såtevalla herrgård, på svenska också Sotawald eller Sotawalda, (på finska Sotavallan kartano) ligger i Lembois vid sjön Mäyhäjärvi, cirka fem kilometer från Lembois kyrka längs den gamla vägen som leder till Valkeakoski.  Vägen drogs på nytt vid motorvägsbygget och nu ligger herrgården vid sidan av den gamla vägen, Sotavallantie.

## Historia
Såtevalla var ursprungligen en medeltida enskild gård på gränsen mellan övre Satakunta och  Tavastland.  Namnet Såtevalla är väl etablerat fredan på 1300-talet.  Den första skriftliga omnämnandet är från 1439, när en av de mest favorit av den så kallade.  Davids uppror kallades tydligen Henrik Såtavalla. På 1500 och 1600-talen hade gården utvecklats till en liten by med 3–4 hus, varav häradsdomaren Johan Spoof bildade herrgården på 1670-talet genom att kombinera två av bynshus.  Senare på 1700-talet slogs resten av byns hus ihop med herrgården och förblev det fram till början av 1920-talet tills torpen kunde inlösas. 
Såtevalla är den mest kända och intressantaste av Lembois många herrgårdar.  Överste Mårten Segercrantz, som ägde herrgården i början av 1700-talet, skapade här en av Finlands ståtligaste herrgårdar.  Karaktärsbyggnaden var till antalet fönster den näst största byggnaden efter Villnäs slott i Åbo och Björneborgs län. 
Herrgården blomstrade på nytt under den första halvan av 1882–1918 av den andra långvariga ägaren J.A Sotavalta (fram till 1906 Richter).  Vid den tiden besökte många kulturella personligheter gården, t.ex.  Paavo Cajander, Bertel Gripenberg, Lauri Pohjanpää och Frans Emil Sillanpää.  Denna fas kom till sitt slut våren 1918 under kriget. Då kom fronten mellan de röda och vita att under en månads tid ligga kring Såtevalla och alla byggnader brändes ner.   Den nuvarande huvudbyggnaden slutfördes 1928. 
Såtevalla är fortfarande en stor lantgård.

## Godsägare
- 1678–1705 häradsdomaren Johan Spoof, adlad 1691 Spofvenhielm
- 1705–1710 den förras änka Sara Gyldenstolpe
- 1711–1757 överste Mårten Enberg, adlad 1718 Segercrantz, senare Segercrantz af Såtevalla
- 1757–1771 landshövding, greve Johan Georg Lillienberg
- 1772–1799 kornett Fredrik von Pfaler
- 1800–1802 underkapten Jakob Wilhelm von Pfaler
- 1803–1831 den förras brorson fänrik Fredrik Ferdinand von Pfaler
- 1832–1840 Den förras svåger kapten Carl Gustav Granfelt
- 1841–1844 Den förras kusins svåger kammarrådet  Johan Henrik Nordensvan
- 1845–1863 Den förras svågers son  Carl August Granfelt
- 1864–1882 Den förras frus brylling Johan Gustaf Richter
- 1882–1935 Johan August Richter, från år 1906 Sotavalta
- 1935–1942 Impi Sotavalta och Viena Aaltio, f. Sotavalta
- 1942–1954 Viena Aaltio
- 1954–1993 agronom, riksdagsledamot Sampsa Aaltio
- 1993– agrolog Minna Aaltio